# Engelbert Pernerstorfer
Engelbert Pernerstorfer (27. dubna 1850 Vídeň – 6. ledna 1918 Vídeň) byl rakousko-uherský, respektive předlitavský (rakouský) politik, zpočátku liberálně reformistický, později nacionalistický a od konce 19. století sociálně demokratický, na přelomu 19. a 20. století poslanec Říšské rady.

## Biografie
Byl synem krejčího. Absolvoval Schottengymnasium. V letech 1870–1874 vystudoval filozofii (obor německý jazyk, historie) na Vídeňské univerzitě. Působil pak jako učitel v různých vzdělávacích ústavech ve Vídni.
Již ze středoškolských studií se osobně znal s Victorem Adlerem, zakladatelskou osobností Sociálně demokratické strany Rakouska. Sám se dlouhodobě politicky a veřejně angažoval. Roku 1881 převzal redakci listu Deutsche Worte.
Ve volbách roku 1885 stal poslancem Říšské rady (celostátní zákonodárný sbor), kde zastupoval městskou kurii, obvod Vídeňské Nové Město, Neunkirchen atd.
Do parlamentu nastoupil jako nezávislý kandidát. Po volbách roku 1885 patřil do klubu Sjednocené levice, do kterého se spojilo několik ústavověrných proudů německých liberálů. Byl orientován jako německý národovec a v parlamentu se později, po rozpadu Sjednocené levice, stal členem Německého klubu (Deutscher Club). V roce 1890 se uvádí jako poslanec výrazně nacionalistického klubu Deutschnationale Vereinigung. Býval spojencem Georga von Schönerera. Později se ale od jeho směru distancoval pro nesouhlas s Schönererovým antisemitismem. Během 80. let společně Ferdinandem Kronawetterem v Říšské radě vystupovali ve prospěch práv dělníků a řešení sociální otázky.
Ve volbách roku 1891 opětovně obhájil poslanecký mandát a ve vídeňském parlamentu zasedal do konce funkčního období sněmovny, tedy do roku 1897. Ještě po volbách roku 1891 se zmiňuje jako člen Deutschnationale Vereinigung. Ale ještě roku 1891 se odtrhl od tétot nacionální frakce a působil v Říšské radě coby sociální reformista, mající blízko k fabiánskému socialismu a k okruhu pozdější Sociálně politické strany. Od roku 1896 byl přímo členem Sociálně demokratické strany Rakouska. V rámci strany představoval národní křídlo, více vnímavé k národnostním otázkám a zájmům německých Rakušanů.
Ve volbách roku 1901 se opět vrátil do Říšské rady, nyní jako poslanec zvolený za všeobecnou kurii v okrsku Vídeňské Nové Město, Baden, Mödling atd. Uspěl i ve volbách roku 1907, konaných již podle všeobecného a rovného volebního práva, tedy bez kurií, kdy získal mandát za obvod Dolní Rakousy 40. Byl členem poslanecké frakce Klub německých sociálních demokratů a stal se místopředsedou Poslanecké sněmovny Říšské rady (jako historicky první sociální demokrat na této pozici). Poslanecké křeslo získal i ve volbách roku 1911, opět v okrsku Dolní Rakousy 40. I nadále sloužil jako místopředseda sněmovny a ve vídeňském parlamentu zasedal až do své smrti počátkem roku 1918. V místopředsednické funkci ho následně vystřídal Karl Seitz.